# Самесіма Ая
Самесіма Ая   (яп. 鮫島 彩, 16 червня 1987) — японська футболістка, олімпійська медалістка.

## Виступи на Олімпіадах
| Олімпіада   | Дисципліна | Місце |
| ----------- | ---------- | ----- |
| Лондон 2012 | футбол     | 2     |